# Karibib
Karibib è un centro abitato della Namibia, situato nella Regione degli Erongo.